# Gianfranco Leoncini
Gianfranco Leoncini (Roma, 23 de junho de 1936 – Chivasso, 5 de abril de 2019) foi um futebolista italiano que atuou como meia.

## Carreira
Defendeu Juventus, Atalanta e Mantova. Pela Seleção Italiana participou da Copa do Mundo de 1966.
Faleceu em 5 de abril de 2019 aos 82 anos de idade.

## Títulos
Juventus
- Coppa Italia: 1958–59, 1959–60, 1964–65
- Serie A: 1959–60, 1960–61, 1966–67